# A Broken Frame
A Broken Frame é o segundo álbum de estúdio da banda inglesa Depeche Mode, lançado a 27 de setembro de 1982.
O nome do álbum, que significa "Uma moldura quebrada" se trata da saída de Vince Clarke do grupo, que futuramente formaria a banda Erasure.
É o primeiro álbum onde Martin Gore atua como compositor principal, mas também não é tão experiente assim, sendo que os singles desse álbum são os menos apreciados da banda. Foi relançado remasterizado em Outubro de 2006 com um DVD especial que inclui um documentário de 27 minutos sobre o Depeche Mode em 1982.
O single "See You" e a faixa "A Photograph of You" foram feitas quando Martin tinha 16 anos, o que demonstra a vocação para a composição do ainda rapaz Martin Gore. Os singles desse álbum são "See You", "Leave In Silence" e "The Meaning of Love". Esse é reconhecido como o pior álbum do Depeche Mode, reconhecido por fãs, envolvidos e banda; de acordo com estimativas atuais, vendeu mais de 2.600.000 cópias no mundo.

## Faixas
Todas as faixas escritas e compostas por Martin Gore. 
| Edição standard |                                        |         |  |
| N.º             | Título                                 | Duração |  |
| 1.              | "Leave in Silence"                     | 4:51    |  |
| 2.              | "My Secret Garden"                     | 4:46    |  |
| 3.              | "Monument"                             | 3:15    |  |
| 4.              | "Nothing to Fear" (faixa instrumental) | 4:18    |  |
| 5.              | "See You"                              | 4:34    |  |
| 6.              | "Satellite"                            | 4:44    |  |
| 7.              | "The Meaning of Love"                  | 3:06    |  |
| 8.              | "A Photograph of You"                  | 3:04    |  |
| 9.              | "Shouldn't Have Done That"             | 3:12    |  |
| 10.             | "The Sun and the Rainfall"             | 5:02    |  |
| Duração total:  | Duração total:                         | 39:36   |  |

| Faixa da edição americana |                                                          |             |         |  |
| N.º                       | Título                                                   | Música      | Duração |  |
| 8.                        | "Further Excerpts From: My Secret Garden" (instrumental) | Martin Gore | 4:20    |  |

## Posição nas paradas musicais
| Parada (1982–83)                      | Melhor posição |
| ------------------------------------- | -------------- |
| Alemanha (Offizielle Deutsche Charts) | 56             |
| Nova Zelândia (RMNZ)                  | 43             |
| Suécia (Sverigetopplistan)            | 22             |
| Reino Unido (Official Albums Chart)   | 8              |
| Estados Unidos (Billboard 200)        | 177            |

| Parada (2006) | Melhor posição |
| ------------- | -------------- |
| França (SNEP) | 194            |
| Itália (FIMI) | 88             |